# Stagno d'Urbino
Lo stagno d'Urbino (in corso stagnu d'Urbinu) è una laguna litoranea della Corsica situata tra Aleria e Ghisonaccia, è estesa 8 chilometri quadrati e serve per l'ostricoltura e la miticoltura.
Il cordone litorale che la divide dal mar Tirreno si chiama Foce de Fierascuti.

## Isole
Lo stagno ha un'isola: 
- Isola d'Urbino